# Haim Gerștein
Haim Gerștein (în rusă Ха́им Сру́левич Герште́йн; n. 1903, Chișinău, Imperiul Rus – d. 1963, Moscova, RSFS Rusă, URSS), cunoscut și sub pseudonimele Tipograf și Ivanov a fost un revoluționar clandestin comunist din Regatul României, sindicalist, diplomat și om de stat sovietic moldovean.

## Biografie
Haim Gerștein s-a născut în 1903 în Chișinău, într-o familie de evrei. S-a alăturat PCdR și, din decembrie 1922, a fost secretar al Comitetului Regional Provizoriu al Organizației Comuniste din Basarabia. În 1924 a fost delegat la al V-lea congres al Cominternului. În perioada 1930-1931 a fost responsabil al tipografiilor clandestine comuniste din Basarabia, iar în perioada 1937-1938 a fost secretar al comitetului regional basarabean al Partidului Comunist din România, responsabil cu instruirea cadrelor. Între 1939-1940 a fost activist în sindicatul tipografilor. În perioada revoluționară, a fost arestat și închis de mai multe ori de autoritățile române. 
După Ocupația sovietică a Basarabiei și Bucovinei de Nord, Gerștein a fost directorul unei tipografii din Chișinău. În 1942 a fost mobilizat în Armata Roșie. După război, în anii 1945-1947, a fost redactor al departamentului de informare sindicală a Agenției Telegrafice a RSS Moldovenești. În 1948-1949 a fost secretar executiv al ziarului regional „Colhoznicul” din Ocnița. În 1949 a fost angajat în Corpul Diplomatic al Ministerului Afacerilor Externe al URSS, de unde s-a pensionat în 1960.
A decedat în 1963, la Moscova. A fost căsătorit cu Elisabeta Nitoker (n. 1910, Orhei - d. 1992, Moscova) și a avut un fiu, Alexandru, care a fost om de știință.